# Miltochrista trigivenata
Miltochrista trigivenata là một loài bướm đêm thuộc phân họ Arctiinae, họ Erebidae.